# Мерц, Марио
Ма́рио Мерц (итал. Mario Merz; 1 января, 1925, Милан — 9 ноября 2003, Турин) — итальянский художник, представитель направления «арте повера». В своих работах использовал простые («бедные») материалы, добиваясь создания необычных и оказывающих сильное художественное воздействие эффектов.

## Биография
Марио Мерц родился 1 января 1925 в Милане. Он вырос в Турине, посещал два года медицинскую школу при Туринском университете. Во время Второй мировой войны присоединился к антифашистской группе Giustizia e Libertà, был арестован в 1945 году и заключён в тюрьму. В 1950 Мерц начал писать, его первая персональная выставка состоялась в Galleria La Bussola в Турине в 1954. К 1966 он начал протыкать холсты и объекты неоновыми трубками.
В 1967 он объединился с несколькими художниками, включая Джованни Ансельмо, Алигьеро Боэтти, Лучано Фабро, Янниса Кунеллиса, Джулио Паолини, Джузеппе Пеноне, Микеланджело Пистолетто и Gilberto Zorio, которые стали членами движения арте повера, название которому дал критик и куратор Джермано Челант. Это движение было отмечено антиэлитарной эстетикой, его члены создавали свои произведения из бросовых материалов повседневной жизни и органического мира в знак протеста против бесчеловечной природы индустриализации и потребительского капитализма.
В 1968 Мерц начал использовать свой «фирменный» мотив — иглу. В 1970 художник начал применять формулу математической прогрессии Фибоначчи в своих работах. Ко времени его первой персональной музейной выставки в США в Walker Art Center, Миннеаполис, в 1972, он добавил пачки газет, архетипических животных и мотоциклы к своей иконографии, дополненной позднее столами, в качестве символа человеческой потребности насыщения и взаимодействия.

## Иглу
Своеобразным коньком Мерца были квазитехологические иглу, символизировавшие выживание кочевников в условиях резких культурных перемен. Мерц использовал полусферические формы иглу с 1968. Он собирал округлые структуры из металлической арматуры, покрывал их сеткой, кусками глины, воска, грязи, мешковины или кожи, кусками стекла, связками веток. Фразы с политическими или литературными ссылками, выложенные неоном, часто охватывали купол. Ранний пример, Giap Igloo (1968), несёт высказывание вьетнамского военного стратега генерала Ву Нгуена Гиапа (Vo Nguyen Giap): «Если враг собирает силы, он теряет землю; если он рассеивается, он теряет силу» (If the enemy masses his forces, he loses ground; if he scatters, he loses strength). Противоречивость этой фразы отражает концепцию иглу как временного жилья, которое, несмотря на вечное перемещение, остаётся неизменным.
Мерц часто использовал для своих иглу материалы мест, где проходили выставки, чтобы подчеркнуть кочевую суть иглу и близость среде. Так, для выставки в 1979 в Австралии он использовал листья эвкалипта, чтобы покрыть иглу. Мерц также изменял масштаб структур и сложность дизайна — более поздние примеры были с изогнутыми столами, окружены пачками газет или собраны в группы. Работа Unreal City, созданная для музея Гуггенхайма по случаю ретроспективы художника в 1989, представляла собой трёхчастную иглу: большая, покрытая стеклом структура прозрачна и открывает меньшие деревянную и каучуковые версии, спрятанные внутри. Как и во всех скульптурах Мерца, произведение воплощает красоту и насилие: осколки битого стекла являются деликатными и опасными одновременно. Неоновая фраза «Città irreale» («нереальный город» по-итальянски) расположена на проволочной сетке купола.